# Jezdecký areál

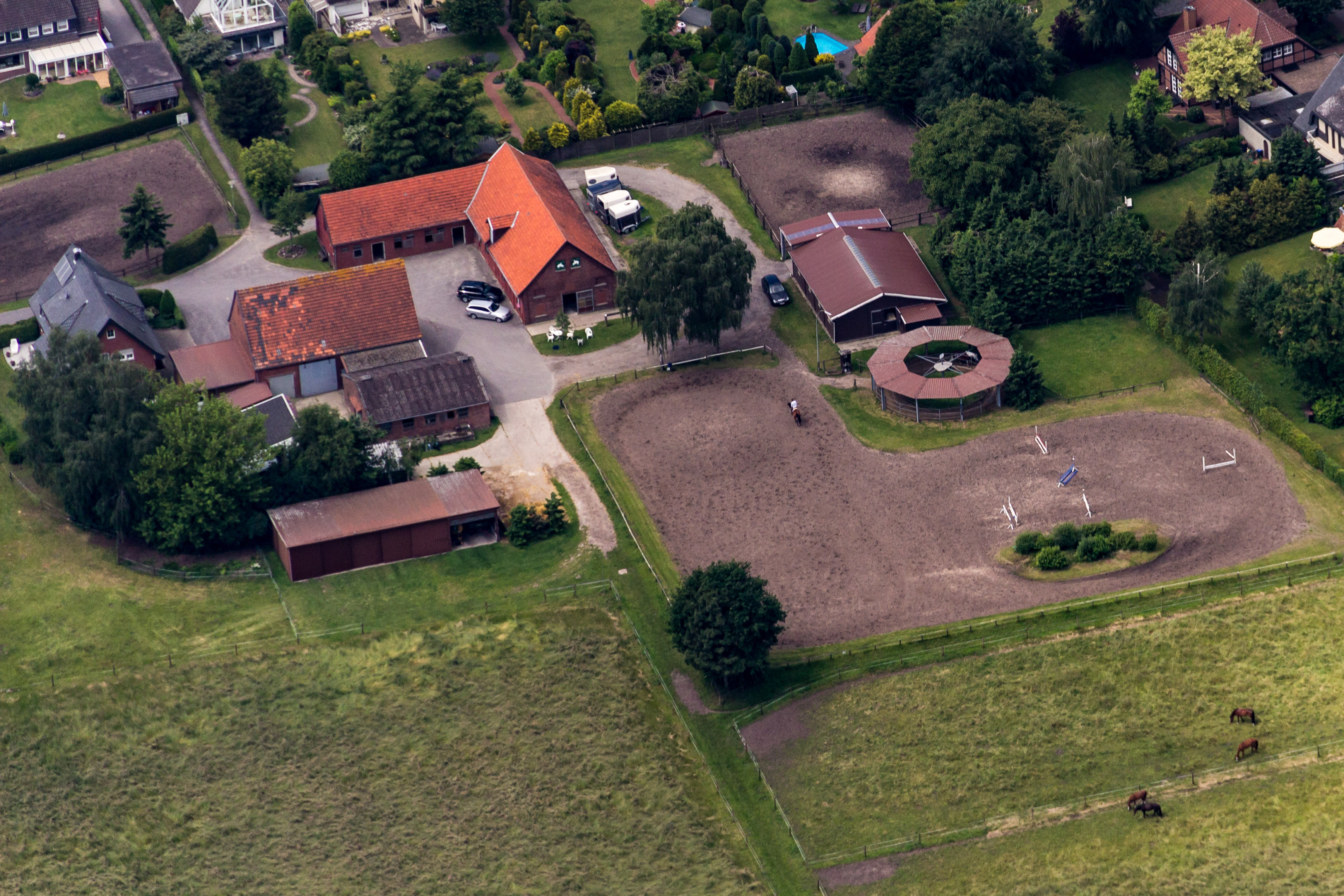
Jezdecký areál, Josephshof, Německo

Jezdecký areál je sportovní zázemí pro jezdce a jejich koně. Důležitými faktory pro jeho kvalitu jsou dostupnost (vzdálenost od města, kvalita silnic, dojíždění autobusem a pod.), kvalita ustájení (bezpečnost, velikost boxu, rozloha jízdárny, pastviny, sedlovna), zázemí jezce (šatna, sociální zařízení, klubovna), dále atraktivnost okolního terénu k vyjížďkám. Důležitou roli hraje také přístup vedoucího areálu k jezdcům a jejich koním

## Stáje
Stáje poskytují koním domov, je tedy odpovědné jim zařídit pohodlí.

## Jízdárna
Pro rekreační ježdění minimálně 15 x 25 m, nejmenší vhodné rozměry jsou 20 x 40 m. Pro drezurní účely je nutný obdélník 20 x 40 m, od stupně L 20 x 60 m. Pro soutěžní parkur ideálně od 30 x 60. Pro výcvik jezdecké všestrannosti je nutné mít k dispozici v terénu trať s překážkami. K jízdárně patří i oplocení, osvětlení a parkurové překážky.

## Zázemí pro jezdce
- šatna
- koupelna
- WC – záchod
- sprcha
- klubovna
- jídelna

## Další vybavení
- Sklad (sena, slámy, jádra, popřípadě překážek) musí být uložen tak, aby se dovnitř nedostávalo příliš mnoho vlhkosti.
- Sedlovna
- Kolotoč